# Fiat 2411
Le FIAT 2411 est un modèle de trolleybus conçu et fabriqué par le constructeur italien FIAT Bus en Italie, sur la base de l'autobus urbain diesel FIAT 411. Succédant au FIAT 2401, il a été mis en service à partir de 1955 et a été remplacé par le FIAT 2411/1 CaNSA en 1961.

## Caractéristiques
Ce trolleybus a une longueur totale de 11,00 mètres et comporte, comme cela était de règle en Italie jusqu'en 1975, le volant à droite bien que la conduite soit à droite. Équipé de 2 portes latérales, il a été fabriqué par la division Bus du groupe FIAT S.p.A. et livré aux utilisateurs dans la teinte normalisée des autobus urbains de l'époque en Italie, vert bi-ton, 
Comme de coutume à l'époque, les autobus étaient livrés sous forme de châssis motorisés aux carrossiers spécialisés choisis par les clients. Seuls CaNSA à Novara (84 exemplaires) et Menarini à Bologne (28 ex), ont été homologués pour réaliser les carrosseries de ces véhicules équipés selon la demande du client. Le châssis est doté d'un équipement de propulsion électrique italien au choix du client, Compagnia Generale di Elettricità - CGE ou Tecnomasio.

## Diffusion
Le FIAT 2411 CaNSA a été un trolleybus très bien diffusé en Italie, 112 exemplaires. Les plus récents n'ont été radiés du service actif qu'en 1987. Ce modèle a, par contre, été très largement exporté vers la Turquie et la Grèce notamment, leur nombre, comme de coutume chez FIAT, est inconnu. On le trouvait dans de nombreux parcs des régies municipales de transport des villes de Bologne, Modène, Turin, Mestre, Livourne, Vérone, San Remo, Padoue et Pise.
- 1953 - l'SFM de Mestre a acheté 17 FIAT 2411 CaNSA avec équipement électrique CGE, 10 en 1953 plus 7 en 1958, pour remplacer les anciens FIAT 488F CGE Materfer de 1933 et 656F CGE Materfer de 1938 sur les lignes allant de Mestre vers Mirano et Trévise,
- 1955 - l'ATM de Turin a acheté 10 trolleybus FIAT 2411 CaNSA avec équipement électrique Tecnomasio. Ce modèle ne rencontra pas un grand succès dans la capitale piémontaise, plus habituée aux véhicules articulés de grande capacité de type FIAT 2405. Ils seront radiés en 1978.
- 1957 - la STEL de San Remo a acheté 12 trolleybus FIAT 2411 CaNSA avec équipement électrique CGE. L'unité 32 gravement accidentée, a été reconstruite par la Carrozzeria Portesi en 1983 et ré-immatriculée 1132. Ces véhicules sont restés en service actif jusqu'en 1992. En 1966, la STEL a mis en service 6 trolleybus FIAT 2411 CaNSA CGE acquis d'occasion auprès de l'ATM de Bologne,
- 1958 - l'ATAM de Livourne a acheté 12 trolleybus FIAT 2411 CaNSA, 6 dotés de l'équipement électrique CGE, livrés en 1958 et 6 dotés de l'équipement électrique Marelli, livrés en 1961,
- 1959 - l'AMCM de Modène a acheté 6 trolleybus FIAT 2411 CaNSA et Menarini. Les véhicules sont restés en service actif jusqu'en 1986,
- 1964 - la STEL de San Remo a acheté 12 trolleybus FIAt 2411/1 Menarini avec équipement électrique CGE. L'unité 1133 a été sauvegardée et cédée au Musée national des Transports de La Spezia.

À l'étranger : la ville turque d'Izmir (Smyrne) a équipé son réseau de trolleybus de 21 exemplaires du FIAT 2411 CaNSA avec le poste de conduite à gauche. Les 20 exemplaires livrés en 1957 et 1 en 1959 ont été maintenus en service actif jusqu'en 1992.

## FIAT 2411/1 CaNSA
Le Fiat 2411/1 CaNSA est un modèle de trolleybus dérivé du FIAT 2411 CaNSA, fabriqué en Italie de 1961 à 1966. C'est un des derniers modèles de trolleybus construits en série en Italie. Ce mode de transport urbain, trop souvent décrié à partir du milieu des années 1970 pour leur lenteur et la marque inesthétique des lignes électriques aériennes, provoqua une chute de la demande, donc de la production. Les réseaux de trolleybus ont été remplacés par des autobus mais, depuis le début du XXIe siècle, les pressions écologiques ont redonné vie à ce type de matériel.

### Caractéristiques
Le trolleybus mesure 11,0 mètres de long, toujours avec conduite à droite, deux portes pliantes : une à l'arrière à deux vantaux et une centrales à trois vantaux, produit par la division Fiat Bus de Fiat V.I. dans la livrée réglementaire des autobus urbains italiens en 2 teintes de vert, avec une carrosserie "CaNSA" de Cameri (Novare) et un équipement électrique de traction de la Compagnia Generale di Elettricità - CGE ou de Tecnomasio. Ce n'est qu'en 1978 que la couleur des véhicules de transports urbains passent du vert au jaune orangé dit ministériel.

## Diffusion
Le FIAT 2411/1 CaNSA a été un des tous derniers modèles de trolleybus construit en Italie, avant la crise de la production survenue au cours des années 1970. Leur présence dans les régies des transports publics italiens s'est progressivement réduite au fur et à mesure du démantèlement des réseaux de trolleybus, remplacés par les autobus thermiques urbains.
On a dénombré 23 exemplaires de ce modèle dans les régies municipales des villes italiennes, (le nombre d'unités exportées, comme de coutume chez Fiat, n'est jamais divulgué) :
- SAER de Vérone - 18 exemplaires FIAT 2411/1 CaNSA Tecnomasio achetés, 6 mis en service en 1961 et 12 en 1966. 8 vendus en 1975 à l'AMFTE de Bergame, 6 à la SAER de Bari et 11 à l'ATACS de Salerne,
  - 1966, 12 exemplaires FIAT 2411/1 CaNSA CGE, les derniers exemplaires de la série 2411. Ces unités ont été vendus en 1975 à l'ATACS de Salerne, après le démantèlement complet du réseau de trolleybus de Vérone.
- ATAM de Livourne - 6 exemplaires FIAT 2411/1 livrés en 1961 avec un équipement électrique de traction Ercole Marelli. Après l'arrêt du réseau en 1973, les unités ont été démolies,
- AMFTE de Bergame
  - série 37-38 : 2 voitures, livrée double vert (ex-SAER-VR numéros 149, 155), puis vendues à Bologne .
  - série 35-36 + 39-42 : 4 voitures, livrée double vert (ex-SAER-VR, numéros de série 135-136 + 231-234). Voiture 42 vendue à Bologne (numéro de série 1438), les autres retirées en 1981.
- ATM de Bologne,
  - série 1436-1437 : 2 voitures, nouvelle livrée orange Havane, vendues à San Remo
  - série 1418-1419 (STEL 18-19) : 2 voitures, livrée orange havane, radiées en 1989-1990.
- STEL de San Remo 4 trolleybus FIAT 2411/1 Menarini avec un équipement électrique de traction CGE. Après le démantèlement du réseau entre 1989 et 1990, la voiture n° 1418 a été cédée au Musée National des Transports de La Spezia. Reconstitution du parcours de la voiture :
  - 1961 - Vérone (SAER) n. 149
  - 1975 - Bergame (AMFTE) n. 37
  - 1977 - Bologne (ATC) n. 1436
  - 1983 - San Remo (STEL/RT) n. 18 / 1418
  - 1990 - Musée National des Transports de La Spezia.
- ATUM de Pise - 1 exemplaire FIAT 2411/1 livré en 1961 avec un équipement électrique de traction Ercole Marelli. Après l'arrêt du réseau en 1968, il a été vendu à l'ATACS de Salerne.

## Conservation historique
La STEL - Société des transports urbains de San Remo, a conservé la voiture n° 014 de sa flotte, l'a donnée au Musée National des Transports de La Spezia où elle a été restaurée et exposée.